# بيكي آن بيكر
بيكي آن بيكر (بالإنجليزية: Becky Ann Baker )‏ (و. 1953  م) هي ممثلة تلفزيونية، وممثلة أفلام، وممثلة مسرحية أمريكية، ولدت في فورت نوكس، بدأت مشوارها المهني سنة 1978م.

## وصلات خارجية
- بيكي آن بيكر على موقع IMDb (الإنجليزية)
- بيكي آن بيكر على موقع أول موفي (الإنجليزية)
- بيكي آن بيكر على موقع قاعدة بيانات برودواي على الإنترنت (الإنجليزية)
- بيكي آن بيكر على موقع قاعدة بيانات برودواي على الإنترنت (الإنجليزية)
- بيكي آن بيكر على موقع قاعدة بيانات الأفلام السويدية (السويدية)
- بيكي آن بيكر على موقع ديسكوغز (الإنجليزية)
- بيكي آن بيكر على موقع قاعدة بيانات الفيلم (الإنجليزية)
- بيكي آن بيكر على موقع كينوبويسك (الروسية)